# Bộ luật Dân sự Pháp
Bộ Luật Napoleon (tiếng Pháp: Code Napoléon; chính thức là Code civil des Français, gọi là (le) Code civil) là bộ dân luật Pháp ban hành năm 1804 trong thời Tam Đầu Chế Pháp.
Bộ luật do ủy ban bốn luật gia kiệt xuất soạn thảo và có hiệu lực ngày 21 tháng 3 năm 1804, vì nhấn mạnh về tính rõ ràng, hữu dụng mà coi là bước quan trọng trong việc thay thế các luật lệ phong kiến trước ở Pháp. Sử gia Robert Holtman nhận xét là một trong vài văn kiện ảnh hưởng toàn thế giới.
Bộ Luật Napoleon không phải là luật điển đầu tiên ban hành ở một nước châu Âu có pháp chế đại lục: trước có Bộ Dân Luật Bavaria Maximilian (Bavaria, 1756), Bộ Phổ Luật Bang Phổ (Phổ, 1794) và Bộ Dân Luật Tây Galicia (Galicia, đương thời một phần của Áo, 1797). Tuy nhiên lại là bộ pháp điển hiện đại đầu tiên ban hành có phạm vi toàn Âu, ảnh hưởng luật của nhiều nước thành lập trong và sau các cuộc Chiến Tranh Napoleon, ngoài ra còn ảnh hưởng các nước đang phát triển ngoài châu Âu đang cố hiện đại hóa, phi phong kiến hóa bản thân bằng cải cách pháp lý, đặc biệt ở Mỹ Latin và Trung Đông.

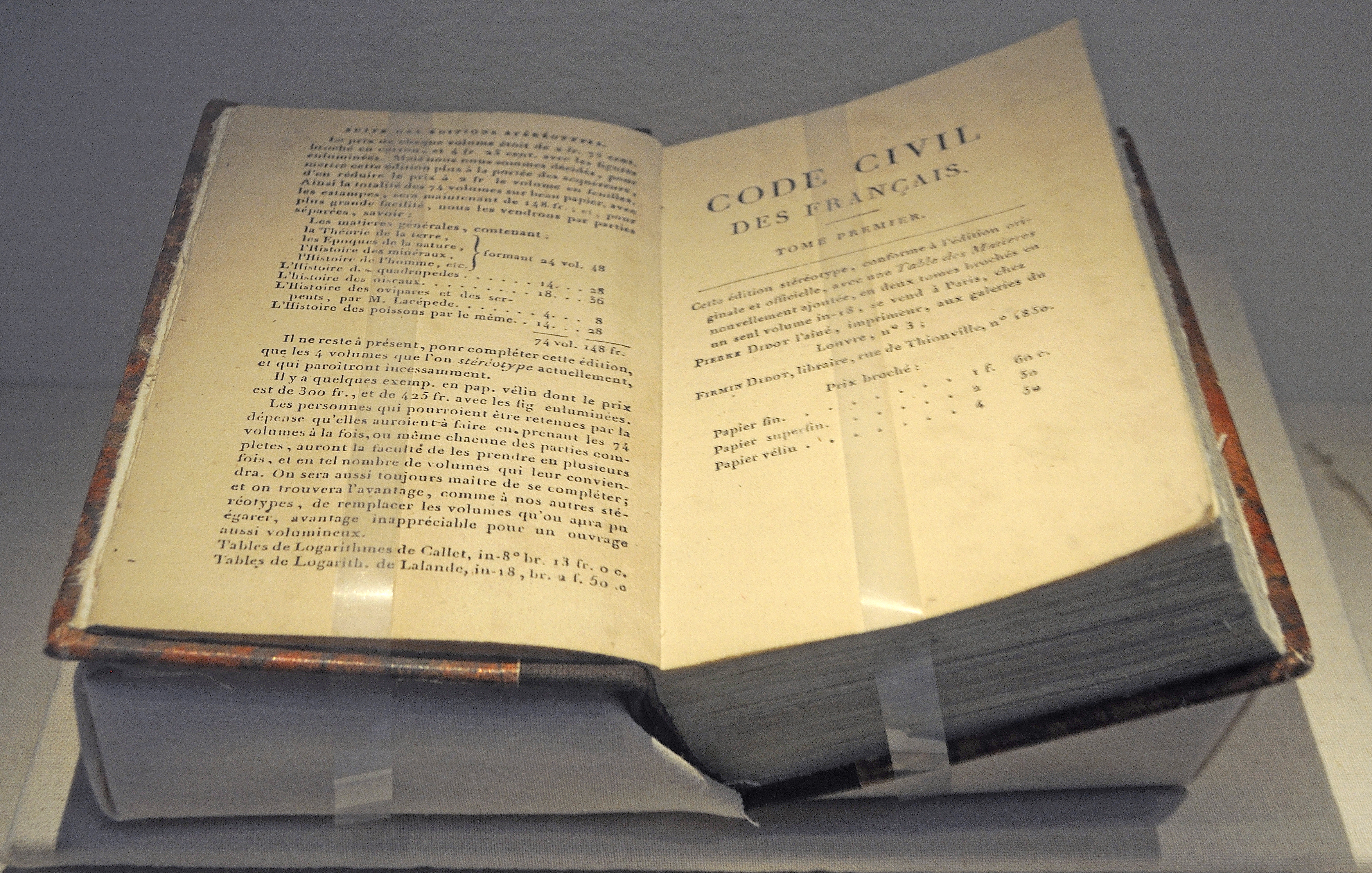
Bộ Luật Napoleon ở Viện Bảo Tàng Palatinate Lịch Sử tại Speyer

## Lịch sử
Các pháp loại của Bộ Luật Napoleon không dựa trên luật Pháp trước mà theo Văn Tập Dân Luật là sự thành văn hóa luật La Mã do Justinian làm, bên trong có phần Định Chế phân loại luật pháp thành luật về:
1. Người
2. Vật
3. Hành động

Bộ Luật Napoleon cũng y theo mà chia thành bốn phần:
1. Người
2. Tài sản
3. Thu mua tài sản
4. Tố tụng dân sự (chuyển sang luật riêng năm 1806).

### Các nỗ lực thành văn hóa trước
Trước Bộ Dân Luật, Pháp không có một tập luật pháp, bấy giờ chủ yếu gồm phong tục tập quán địa phương, đôi khi gom góp thành "tập tục" (coutumes), đáng chú ý có bộ Tập Tục Paris; ngoài ra cũng có miễn trừ, đặc quyền và các ước quyền nhà vua hay các lãnh chúa phong kiến khác ban tặng. Trong Cách Mạng Pháp, mọi tàn dư phong kiến đều quét sạch.
Cụ thể thì đối với dân luật, các luật lệ khác nhau áp dụng ở các nơi trong Pháp thay bằng bộ pháp điển duy nhất. Ngày 5 tháng 10 năm 1790, Đại Hội Chế Hiến biểu quyết thành văn hóa luật lệ Pháp, sau Hiến Pháp năm 1791 ấn định một bộ, và Quốc Hội nhất trí thông qua quyết nghị ngày 4 tháng 9 năm 1791 quy định "sẽ có bộ dân luật cho toàn quốc." Tuy nhiên Đại Hội Quốc Dân mới là cơ quan năm 1793 thành lập ủy ban đặc biệt do Jean-Jacques Régis de Cambacérès đứng đầu, phụ trách việc soạn thảo. Bản thảo năm 1793 (ông được cho kỳ hạn một tháng), 1794 và 1976, Đại Hội Quốc Dân và sau Cục Hành Chính đều phủ quyết cả, quan tâm nhiều hơn sự hỗn loạn từ các cuộc chiến, xung đột với các nước châu Âu khác. Bản đầu tiên có 719 điều và rất cách mạng, nhưng lại quá kỹ thuật và bị chỉ trích vì không đủ cấp tiến, triết học mà không được chấp nhận, bản thứ hai chỉ có 297 điều thì lại quá ngắn và chỉ đơn thuần là sổ tay đạo đức, bản thứ ba mở rộng thành 1,104 điều có đệ trình lên Cục Hành Chính là chính quyền bảo thủ, nhưng thậm chí còn không được bàn luận.
Ủy ban khác thành lập năm 1799 đệ trình tháng 12 cùng năm bản thứ tư, một phần do Jean-Ignace Jacqueminot soạn (1754-1813) và gọi là loi Jacqueminot, xử lý gần như hoàn toàn về người và nhấn mạnh nhu cầu cải cách luật ly dị cách mạng, củng cố quyền lực cha mẹ và mở rộng tự do của người di chúc định đoạt phần miễn phí bất động sản; tất nhiên là phủ quyết.

### Cải cách Napoleon
Napoleon tiến hành cải cách chế độ pháp luật Pháp theo các ý tưởng Cách Mạng Pháp, bởi các luật lệ hoàng gia, phong kiến cũ có vẻ khó hiểu và mâu thuẫn. Sau nhiều bản thảo bị từ chối của các ủy ban khác, có khởi đầu mới sau khi Napoleon lên nắm quyền năm 1799: ủy ban bốn luật gia kiệt xuất thành lập năm 1800, có Louis-Joseph Fauré và do Cambacérès chủ quản (bấy giờ là Quan Chấp Chính Thứ Hai), đôi khi do Napoleon là Thứ Nhất. Bộ Luật được hoàn thành năm 1801 sau khi Viện Chính Vụ thẩm nghị kĩ lưỡng, nhưng không ban hành cho đến ngày 21 tháng 3 năm 1804 là "Bộ Dân Luật Pháp" (Code civil des Français), nhưng đặt lại thành "Bộ Luật Napoleon" (Code Napoléon) từ năm 1807 đến 1815, và một lần nữa sau Đế Quốc Pháp Thứ Hai.
Quá trình bắt nguồn cốt ở các phong tục tập quán, nhưng cũng phát huy từ Văn Tập Dân Luật thế kỷ thứ sáu của Justinian cùng Pháp Điển bên trong, là sự thành văn hóa luật La Mã. Nhưng Bộ Luật Napoleon khác nhiều về các điểm quan trọng: có tổng hợp mọi điều lệ trước, không chỉ mỗi luật pháp; không phải là bộ sưu tập đoạn trích sửa đổi mà là viết lại toàn diện; cấu trúc hợp lý hơn nhiều; không có nội dung tôn giáo và viết bằng bạch thoại.
Sự phát triển Bộ Dân Luật là thay đổi cơ bản về tính chất của pháp chế đại lục, làm luật pháp rõ ràng dễ hiểu hơn, cũng bỏ qua xung đột giữa quyền lập pháp hoàng gia và thẩm phán đại diện quan điểm, đặc quyền của giai cấp xã hội nằm trong, đặc biệt trong những năm cuối cùng trước Cách Mạng, khiến các nhà cách mạng nhìn nhận thẩm phán làm luật một cách tiêu cực.
Điều này phản ánh trong điều khoản cấm thẩm phán xử kiện bằng cách làm lệ phổ thông (Điều 5), vì thuộc quyền hạn lập pháp, không phải tư pháp. Theo lý thuyết thì không có án lệ pháp ở Pháp, tuy nhiên tòa án vẫn phải lấp khoảng trống trong luật lệ, quy định mà không thể không làm (Điều 4), hơn nữa bộ luật lẫn luật pháp cần giải thích tư pháp; vậy nên một bộ án lệ pháp hình thành. Luật lệ Pháp không có quy định noi theo tiền lệ (tiền lệ trói buộc), nhưng phán quyết của các tòa quan trọng trong thật tế tương đương với án lệ pháp (xem pháp lý bất biến).

## Nội dung
Điều khoản sơ bộ của bộ luật ấn định các điều quan trọng nhất định về pháp trị: luật thi hành chỉ nếu ban hành hợp lệ và chính thức ban bố (bao gồm điều khoản cho ban bố trễ, sau khi cân nhắc phương tiên liên lạc đương thời), cấm chỉ luật bí mật; cấm luật có hiệu lực hồi tố, nghĩa là áp dụng với sự kiện xảy ra trước khi ban hành; cũng cấm thẩm phán từ chối xét xử lấy lý do không đủ luật mà khuyến khích giải thích luật đang có, nhưng lại cấm làm các phán quyết phổ thông có giá trị lập pháp (xem trên).
Đối với gia đình thì Bộ Luật quy định đàn ông được bá quyền so với vợ và con cái, là tình trạng pháp lý phổ thông ở châu Âu đương thời. Napoleon cũng có trường hợp nghiêm trọng. Vợ có ít quyền hơn trẻ vị thành niên, và ly dị bằng đồng thuận bị bãi bỏ năm 1804.

## Các bộ luật khác trong thời Napoleon

### Bộ quân luật
Bản thảo Bộ Quân Luật, Ủy Ban Đặc Biệt do Pierre Daru chủ quản dâng trình Napoleon tháng 6 năm 1805, nhưng bị để qua một bên và không bao giờ ban hành vì Chiến Tranh Liên Minh Thứ Ba.

### Bộ hình luật
Năm 1791, Louis Michel le Peletier de Saint-Fargeau trình Quốc Hội Chế Hiến bộ hình luật, giải thích rằng cấm chỉ "các tội thật" chứ không phải "các tội nhảm nhí do mê tín dị đoan, phong kiến, chế độ thuế và chuyên chế hoàng gia tạo"; ông không liệt kê các tội "mê tín dị đoan tạo". Bộ hình luật mới không quy định về báng bổ, dị giáo, phạm thánh, yêu thuật, loạn luân hay yêu đồng tính nên không còn là tội nữa. Năm 1810 bộ luật hình mới ban hành trong thời Napoleon, như Bộ Hình Luật năm 1791 cũng không có điều khoản về tội tôn giáo, loạn luân hay yêu đồng tính.

### Luật dân tố
Trong khi toàn bộ pháp chế đang cải cách, luật dân tố mới ban hành năm 1806

### Bộ thương luật
Bộ thương luật (code de commerce) ban hành năm 1807, trọng điểm là Quyển III, "Về các phương thức thu mua tài sản khác nhau", của Bộ Luật Napoleon, quy định về hợp đồng và mua bán.

### Luật hình tố
Năm 1808, luật hình tố (code d'instruction criminelle) được ban bố. Hệ thống parlement trước Cách Mạng là nguyên nhân của nhiều sự lạm dụng, trong khi tòa hình thành lập trong thời kỳ Cách Mạng thì phức tạp và không hiệu quả, bị áp lực địa phương ảnh hưởng. Nguồn gốc của luật gây lên nhiều tranh luận, sau cùng trở thành cơ sở của "hệ thống tuân vấn" dùng ở Pháp và nhiều nước luật đại lục, tuy khác hẳn thời Bonaparte (đặc biệt với việc mở rộng quyền lợi bị cáo).
Bản Tuyên Ngôn Nhân Quyền Dân Quyền của Cách Mạng ấn định bị cáo xem như vô tội đến khi bị tòa án định tội. Bonaparte lo ngại về bắt giam vô cớ hay tạm giam quá độ (cầm tù trước phiên tòa), nói rằng nên duy trì tự do cá nhân, đặc biệt khi vụ kiện đưa ra Tòa Án Đế Quốc: "những tòa pháp viện này có quyền lực mạnh, nên bị cấm lạm dụng tình huống chống công dân yếu mà không có mối liên quan." Tuy nhiên, tạm giam vẫn thường dùng đối với bị cáo nghi phạm trọng tội như giết người.
Khả năng tạm giam lâu dài là một lý do Bộ Dân Luật bị chỉ trích vì trong thật tế thì suy định có tội, đặc biệt từ các nước thông luật. Nguyên nhân khác là việc kết hợp thẩm phán và công tố viên thành một chức vụ. Tuy nhiên, việc xét xử không có suy định có tội theo nguyên tắc: lời thề của phụ thẩm viên yêu cầu đoàn phụ thẩm không làm trái quyền lợi bị cáo và không làm ngơ việc biện hộ.
Theo tiêu chuẩn hiện đại, thủ tục xét xử tư pháp trao quyền hành đáng kể cho nguyên cáo, tuy nhiên tư pháp đương thời ở các nước châu Âu thường nghiêng về áp bức. Ví dụ, chỉ đến năm 1836 thì tù nhân bị cáo buộc tội mới được quyền luật sư chính thức ở Anh. So với Luật Hình Tố Napoleon, bị cáo được có luật sư trước Tòa Án Sơ Thẩm (xét xử trọng tội), tòa án phải cung cấp nếu bị cáo không có (nếu không thì việc xét xử như không).
Vấn đề Tòa Sơ Thẩm có nhiệm vụ xét xử trọng tội hoạt động cùng phụ thẩm đoàn hay không gây khá nhiều tranh cãi. Bonaparte tán thành phiên tòa phụ thẩm đoàn (hay tiểu đoàn), cuối cùng được sử dụng, nhưng phản đối phụ thẩm đoàn khởi tố ("đại đoàn" của các nước thông luật) mà giao trách nhiệm cho pháp đình hình sự của Tòa Thượng Thẩm. Vài tòa án đặc biệt được thành lập để xét xử tội phạm có thể dọa được phụ thẩm đoàn.

## Các bộ luật Pháp trong thế kỷ 21
Các bộ luật Pháp nay hơn 60 thường xuyên được sửa đổi và tư pháp giải thích lại. Vậy nên trong hơn một thế kỷ mọi bộ luật hiện hành đều ghi chép trong tái bản hàng năm do Dalloz xuất bản (Paris), gồm chú thích đầy đủ và có tham khảo các bộ luật khác, luật pháp liên quan, phán quyết tư pháp (ngay cả khi không công bố) và văn kiện quốc tế. "Tiểu (petit)" bản của Bộ Dân Luật gần tới 3,000 trang, in lẫn trên mạng. Tài liệu khác bao gồm các bài học thuật được thêm vào "chuyên (expert)" bản và "đại (méga)" bản còn lớn hơn, cả hai đều có bản in và đĩa CD. Giai đoạn này, có nói rằng Bộ Dân Luật đã trở thành "kho dữ liệu hơn là bộ pháp điển".
Chỉ số bộ luật cùng các bản số hóa thôi khiến Ủy Ban Cao Cấp Thành Văn Hóa nhận định trong báo cáo hàng năm cho năm 2011:
Ủy Ban xét thời đại soạn thảo các bộ luật mới đã chấm dứt. Mục tiêu thành văn hóa gần như hoàn chỉnh luật pháp không còn theo đuổi nữa vì ba lý do: thứ nhất là sự phát triển kỹ thuật, số tự hóa văn kiện cung cấp các phương pháp tra cứu tương đương với bộ luật thật, thứ hai là lợi ích sẽ giảm trừ đi, nghĩa là càng làm nhiều bộ luật mới thì càng khó xác định điều khoản nhất định nên thuộc bộ nào, cuối cùng là các điều khoản nhất định không hợp với thành văn hóa, bởi chỉ hợp lý nếu điều khoản có đủ tính đại yếu.

Sau một năm, Ủy Ban đề nghị không nên có thêm bộ luật nào nữa sau khi các dự án thành văn hóa hoàn tất; lý do khác là chính phủ trậm trễ trong việc công bố các cải cách mà Ủy Ban đã hoàn thành. Chính phủ phản ứng tích cực tháng 3 năm 2013, nhưng Ủy Ban phàn nàn không thấy tiến triển; cụ thể thì chính phủ bỏ kế hoạch làm một bộ luật công chức (code général de la fonction publique).

## Bộ luật ở các nước khác
Tuy không phải là bộ dân luật đầu tiên và không đại diện cả đế quốc, Bộ Luật Napoleon có ảnh hưởng lớn nhất; ban hành ở nhiều nước bị Pháp chiếm đóng trong chuỗi Chiến tranh Napoleon mà làm thành cơ sở hệ thống tư luật của Ý, Hà Lan, Bỉ, Tây Ban Nha, Bồ Đào Nha (và các thuộc địa) và Ba Lan (1808-1946). Ở các vùng Đức phía tây sông Rhine (Palatinate và Tỉnh Rhine Phổ), cựu Công Quốc Berge và Đại Công Quốc Baden, Bộ Dân Luật áp dụng đến khi Bürgerliches Gesetzbuch (Thư Dân Luật) ban hành năm 1900 là bộ dân luật phổ thông đầu tiên cho toàn thể Đế Quốc Đức.
Arvind và Stirton cho thấy có các yếu tố đóng vai trò quyết định trọng việc các tiểu bang Đức chấp nhận Bộ Luật, là mối quan tâm lãnh thổ, kiểm soát và ảnh hưởng của Napoleon, quyền thế của các cơ quan chính phủ trung ương, nền kinh tế và xã hội phong kiến, chuyên chế khai minh, chủ nghĩa bản thổ trong giới tinh anh trị lý cùng tư trào chống Pháp đại chúng.
Một bộ dân pháp có ảnh hưởng Napoleon mạnh cũng ban hành ở Romania năm 1864, giữ hiệu lực cho tới tận năm 2011. Ai Cập cũng noi theo mà lập bộ luật làm một phần hệ thống tòa án hỗn hợp chế định sau khi Isma'il Pasha mất quyền, Bộ Luật Youssef Wahba Pasha phiên dịch sang tiếng A Rập từ tiếng Pháp giữa năm 1881 và 1883. Các bộ pháp điển khác tự nó có ảnh hưởng là của Thụy Sĩ, Đức và Áo, nhưng bên trong vẫn có thể thấy bộ Pháp chi phối do được coi là sự thành văn hóa luật pháp thành công đầu tiên.
Vậy nên pháp chế đại lục của nhiều nước châu Âu, ngoại trừ Nga và các nước Scandinavia, có ảnh hưởng của Bộ Luật Napoleon ở mức độ khác nhau. Chế độ pháp luật của Anh Quốc cùng Ireland và Liên Quốc Anh bắt nguồn từ thông luật Anh thay vì luật La Mã, còn luật Scotland tuy đại lục nhưng lại bất thành văn, có tư tưởng pháp lý La Mã-Hà Lan ảnh hưởng mạnh, sau Luật Liên Hợp năm 1707 thì chịu luật Anh chi phối.
Cụm từ "Bộ Luật Napoleon" cũng dùng để chỉ các bộ pháp điển nước khác chịu ảnh hưởng của Bộ Dân Luật, đặc biệt là Bộ Dân Luật Hạ Canada (năm 1994 thay bằng Bộ Dân Pháp Quebec), gốc chủ yếu ở Tập Tục Paris mà Anh tiếp tục áp dụng ở Canada sau Hòa Ước Paris năm 1763. Luật pháp của các nước Mỹ Latin cũng nhiều phần dựa trên Bộ Napoleon, như Bộ Dân Luật Chile và Bộ Dân Pháp Puero Rico.
Pháp chế Hoa Kỳ đa phần theo thông luật Anh, nhưng tiểu bang Louisiana lại đặc biệt có Bộ Napoleon và truyền thống pháp luật Tây Ban Nha ảnh hưởng mạnh bộ dân luật. Tây Ban Nha và Pháp tranh chấp về tiểu bang trong hầu hết thế kỷ 18, sau cùng nhượng lại cho Pháp năm 1800, năm 1803 thì bán cho Hoa Kỳ. Tu Chính Án Thứ 10 Hiến Pháp Mỹ cho phép các tiểu bang quản chế pháp luật không giao cụ thể cho chính phủ liên bang, nên pháp chế giữ được nhiều yếu tố Pháp. Ví dụ, bài thi tư cách luật sư và tiêu chuẩn pháp định về việc hành nghề luật ở Louisiana khác xa các bang khác, là bang duy nhất áp dụng lệ kế thừa quản chế với tài sản của người chết, và vài luật lệ của bang xung đột với Bộ Thương Luật Thống Nhất thi hành ở 49 bang khác.

## Hư cấu
- "Bộ Luật Napoleon" có nhắc đến trong tiểu thuyết Maurice (1971) xuất bản sau cái chết của E.M. Forster, trỏ Pháp là cảng tỵ nạn cho đàn ông đồng tính, theo Maurice thì là "những thứ ghê gớm loại Oscar Wilde."
- Bộ Nã Pháp Luân, nhân vật Stanley Kowalski có nhắc đến trong vở kịch A Streetcar Named Desire của Tennessee Williams, là nỗ lực bảo đảm có thể hưởng lợi từ bất kỳ tài sản thừa kế nào mà vợ Stella có thể chia sẻ cùng người chị Blanche DuBois.
- "Không ai sở hữu đất giữa con đê và dòng sông, là của mọi người; đó là Bộ Luật Napoleon. Ngươi cho thuê từ nhân dân được Cục Quản Lý Cảng hay Ủy Ban Đê Điều đại diện; đó là Bộ Luật Thành phố.", Tubby Dubonnet giải thích (nói về New Orleans, LA) trong tiểu thuyết Lucky Man của Tony Dunbar (2013).

## Đường dẫn ngoài
- Code civil (Pháp), Bách Khoa Wiki Tiếng Pháp
- Bản dịch Tiếng Anh của nguyên văn
- The Code Napoleon, or the French Civil Code; Literally Translated from the Original and Official Edition, Published at Paris, in 1804 by A Barrister at the Inner Temple (ấn bản thứ 1). London: Printed for Charles Hunter Booksellers. Truy cập ngày 30 tháng 11 năm 2016 – qua Internet Archive.
- Beginnings of Napoleonic Code
- Văn bản Tiếng Pháp hiện tại: Légifrance
- The "Other" Little Red Book Phỏng vấn với sử gia pháp lý Jean-Louis Halpérin trong France Magazine.